# Raiffeisen Factor Bank
Die Raiffeisen Factor Bank AG  (RFB), im Dezember 2007 gegründet und im Frühjahr 2008 in den Markt eingestiegen, ist ein Spezialunternehmen für Factoring der österreichischen Raiffeisen Bank International mit Sitz in Wien. Das Geschäftsspektrum der Raiffeisen Factor Bank umfasst verschiedene Formen des Factoring und Dienstleistungen wie Risikoübernahme und Mahnwesen in Österreich und Deutschland. 2015 war der Umsatz (angekauftes Forderungsvolumen) rund 5 Mrd. Euro, welches sich zuletzt 2020 auf 8,6 Mrd. EUR gesteigert hat. Gemäß österreichischem Factoringverband ist man damit auf Platz 2 in der Marktanteilsverteilung in Österreich. Die Bilanzsumme der Raiffeisen Factor Bank betrug laut Jahresabschluss 2020 254 Mio. EUR. 
Seit Anfang 2009 ist die Raiffeisen Factor Bank AG Mitglied der International Factors Group.